# Bladmuziek

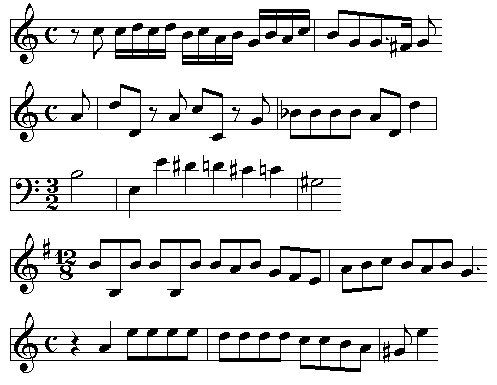
Bladmuziek

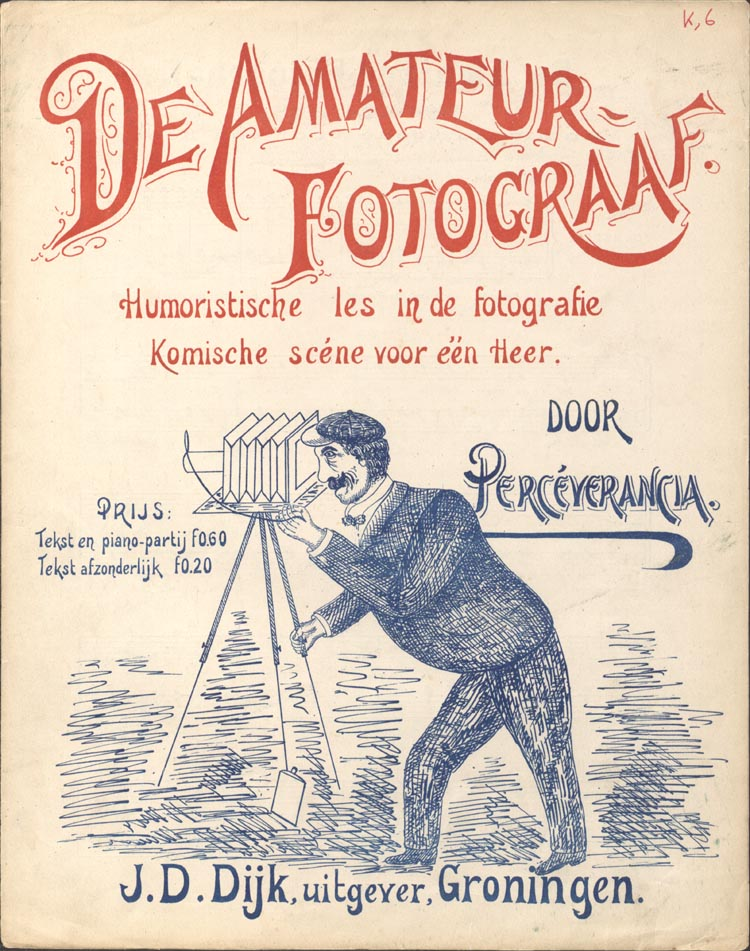
De amateurfotograaf ca. 1900

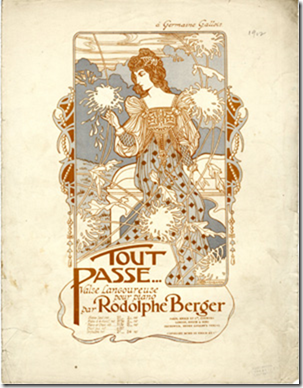
Tout Passe, illustratie door Richard Barabandy (1842-1902)

Bladmuziek is muziek die op papier genoteerd is. Het is het muzikale analogon van een boek.
Het lezen van bladmuziek is de normale manier om een muziekstuk te leren in sommige culturen en sommige muziekstijlen. In de westerse klassieke muziek komt het slechts zelden voor dat een muzikant het stuk op een andere manier leert en zelfs in de jazz, waar veel geïmproviseerd wordt, is er veel bladmuziek die de arrangementen en melodieën vastlegt, naast de akkoorden, vaak in de vorm van een leadsheet.
In andere vormen van muziek speelt bladmuziek vaak een veel minder belangrijke rol. Hoewel er in popmuziek vaak bladmuziek wordt gemaakt, komt het veel vaker voor dat mensen het stuk leren door ernaar te luisteren. Zo ook voor volksmuziek, die vaak van persoon op persoon wordt overgebracht. Ook dweilmuziek en blaasmuziek wordt eerst gearrangeerd op bladmuziek, en zo snel en goed mogelijk uit het hoofd geleerd.
Bladmuziek komt voor in verschillende vormen. Als een muziekstuk is geschreven voor een enkel instrument (bijvoorbeeld een piano), wordt alle muziek op een enkel stuk bladmuziek genoteerd. Als een stuk door meer dan één persoon moet worden gespeeld, heeft elke persoon gewoonlijk zijn eigen stuk bladmuziek (partij). Als er een groot aantal muzikanten is, is er ook vaak een partituur, die voor de dirigent de muziekpartijen voor alle instrumenten bevat. De dirigent kan ook gebruik maken van een pocket versie van de partituur. Echter, deze is te klein om daadwerkelijk te gebruiken tijdens een concert, maar wordt gebruikt voor het studeren. 
Bladmuziek heeft in een groot aantal uitgaven een vaak artistieke voorpagina. De handel in bladmuziek (sheet music) was een lucratieve zaak in de tweede helft van de 19e eeuw in Engeland toen het bezit van een piano een statussymbool werd en mensen de populaire muziek thuis begonnen te spelen. Uitgevers begrepen dat een mooie illustratie op hun bladmuziek de verkoop zou bevorderen en door de omzet van duizenden stuks tussen de jaren 1860 en 1870 waren zij bereid de tekenaars wel 20 pond sterling voor een pakkende illustratie te betalen. In Duitsland waren het vooral de kunstenaars Wolfgang Ortmann, Willy Herzig en Paul Telemann die tussen 1915 en 1940 vele honderden omslagen voor Duitse muziekuitgevers hebben verzorgd.
Ten tijde van de Eerste Wereldoorlog werd in de VS maar ook in Duitsland en Engeland vrij veel bladmuziek uitgebracht met nogal propagandistische kenmerken om de eigen bevolking te betrekken bij de strijd in Europa en daarbuiten.
Ook in Nederland werden duizenden uitgaven van bladmuziek met een pakkende illustratie in de handel gebracht. Kunstenaars Karel van Seben, Willy Sluiter, Piet van der Hem en Jakob Jansma verzorgden enige tientallen omslagen. In België was vooral Peter De Greef een bekend tekenaar. Voor onder andere de bladmuziekuitgeverijen L‘Art Belge, E. de Saedeler & Cie, Ed.Rosette en anderen ontwierp hij, als een van de productiefste ontwerpers, tientallen omslagen voor bladmuziek. In Frankrijk was Roger de Valerio de kampioen onder de bladmuziekontwerpers.
Omdat bekende kunstenaars deze omslagen ontwierpen, is een verzamelaarsmarkt voor deze omslagen van bladmuziek ontstaan. Een Belgische verzamelaar heeft ruim 1650 ontwerpers op het internet gezet met ruim tienduizend omslagen van bladmuziek, gemaakt in de periode 1890-1940 (68% is van Franse ontwerpers afkomstig). Voor zover bekend is dit de omvangrijkste internetverzameling van een particulier.
Met de intrede van nieuwe media wordt de rol van papieren bladmuziek teruggedrongen. Steeds vaker treft men – in plaats van de papieren bladmuziek – 'bladmuziek' op een beeldschermapparaat, zoals een tablet-pc, e-reader of iPad, aan.